# Горка (Міньковське сільське поселення)
Го́рка (рос. Горка) — присілок у складі Бабушкінського району Вологодської області, Росія. Входить до складу Міньковського сільського поселення.

## Населення
Населення — 66 осіб (2010; 87 у 2002).
Національний склад (станом на 2002 рік):
- росіяни — 97 %